# Музикален слух
Музикален слух се нарича способността да се възприемат, запаметяват и възпроизвеждат тоновите височини и техните функционални зависимости. Различават се няколко вида музикален слух:
- абсолютен слух – способността за определяне на абсолютната височина на музикалните звуци, без сравнение с еталона;
- относителен слух – способност за определяне и възпроизвеждане на звуковите отношения в мелодия, акорд или интервал;
- вътрешен слух – способността за мислено представяне на отделни звуци, мелодия и различни музикални построения;
- интонационен слух – способност за разкриване на заложената в музика структура на комуникация;
- цветен слух – хипотетично явление, при което слух и зрение се сливат в едно.

С развитието на музикалния слух се занимава специална наука, наречена солфеж. Различните проявления на музикалния слух се изучават от музикалната психология, музикалната акустика и псхофизиологията на слуха. Слухът е свързан с общата музикалност, изразена във висока степен на емоционално възприемане на музикалните явления и в силата и яркостта на създаваните от тях представи и преживявания.